# Jelena Iwaszczenko
Jelena Iwaszczenko, ros. Елена Иващенко (ur. 28 grudnia 1984 w Omsku, zm. 15 czerwca 2013 w Tiumeni) – rosyjska judoczka, trzykrotna medalistka mistrzostw świata, czterokrotna mistrzyni Europy. Olimpijka z Londynu 2012, gdzie zajęła siódme miejsce w wadze ciężkiej.
Największym sukcesem zawodniczki był srebrny medal mistrzostw świata w kategorii open w 2007 roku oraz cztery złote medale mistrzostw Europy w kategorii powyżej 78 kg i open.
Iwaszczenko popełniła samobójstwo skacząc z okna z 15. piętra.